# Lionel Daunais
Noël Ferdinand Lionel Daunais (* 31. Dezember 1901 in Montreal; † 18. Juli 1982 ebenda) war ein kanadischer Opernsänger (Bariton), Opernregisseur und Komponist.

## Leben und Wirken
Daunais studierte Gesang bei Céline Marier und später Harmonielehre und Komposition bei Oscar O’Brien. 1922 trat er bei einem Studentenkonzert der Académie Querbes in Outremont auf, und 1923 gewann er den ersten Preis beim Montreal Musical Festival der Metropolitan Choral Society. Auf der Opernbühne debütierte er 1926 am Orpheum Theatre als Ourias in Gounods Oper Mireille. Im gleichen Jahr gewann er den Prix d'Europe und setzte seine Ausbildung Émile Marcellin an der Opéra-Comique in Paris fort.
1929 wurde er Erster Bariton an der Oper von Algier und sang in Carmen, Faust, Manon, La traviata und Der Barbier von Sevilla. Als Nachfolger von Charles Marchand nahm er 1930 mit dem Vokalquartett Bytown Troubadours am Canadian Folk Song and Handicraft Festival teil. Im gleichen Jahr trat er erstmals mit der Société canadienne d'opérette auf, mit der er bis 1935 regelmäßig zusammenarbeitete. 1932 gründete er mit Anna Malenfant und Ludovic Huot sowie dem Arrangeur und Klavierbegleiter Allan McIver das Trio lyrique, mit dem er 1943 eine LP mit eigenen Kompositionen aufnahm.

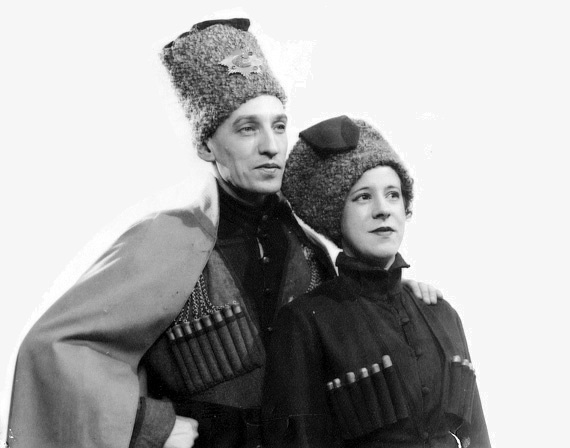
Daunais und Caro Lamoureux in einer Variétés lyriques-Produktion des Zarewitsch

Mit Charles Goulet gründete Daunais 1936 die Variétés lyriques, an denen er sich als Co-Direktor, Produzent und Sänger engagierte. Mit Anna Malenfant, der Association chorale St-Louis-de-France und den Disciples de Massenet gab er 1940 in der Salle St-Sulpice ein Konzert mit eigenen Werken.
Bei der Uraufführung von Healey Willans Oper Deidre im Rundfunk der CBC 1946 sang Daunais die Rolle des Conochar. Mit seinem Chanson du maître cordonnier gewann er 1948 den ersten Preis beim Marly-Polydor-Wettbewerb in Montreal. Sein Song Aglaé wurde in der Interpretation der Canadian Josette France (eigentl.: Jocelyne Deslongchamps) auch in Europa bekannt. Diese machte später eine Laufbahn als Operettensängerin unter dem Namen Aglaé.
In den Jahren 1956 und 1957 arbeitete Daunais für zwei Reihen von Operettenaufführungen als Regisseur beim Fernsehen der CBC. 1961/62 bestritt er mit dem Trio lyrique 250 Sendungen beim Rundfunk der CBC, und 1963 führte er Regie bei einer Produktion der Oper La Mascotte von Edmond Audran, die mehr als dreißig Mal am Théâtre de Verdure gegeben wurde. Weitere Regiearbeiten lieferte er am Place des Arts mit La Belle Hélène von Jacques Offenbach (1966), La Margoton du bataillon von Casimir Oberfeld (1966), Valses de Vienne von Johann Strauss (1967), Les Mousquetaires au couvent von Louis Varney (1969) und La Vie parisienne von Offenbach (1969).
Die CBC widmete dem Werk Daunais' – mehr als 100 Lieder, 18 Chorsätze und 30 Kinderlieder, oft nach eigenen Texten, sowie 40 Volksliedbearbeitungen – eine dreizehnteilige Sendereihe. 1972 erhielt er die Canada Music Council Medal und wurde Mitglied im Vorstand der Opéra du Québec. 1977 erhielt er den Prix de musique Calixa-Lavallée und 1978 wurde er als Offizier des Order of Canada geehrt.